# River Volley 2015-2016
Questa voce raccoglie le informazioni riguardanti il River Volley nelle competizioni ufficiali della stagione 2015-2016.

## Stagione
La stagione 2015-16 è per il River Volley, sponsorizzato dalla Nordmeccanica, l'ottava, la settima consecutiva, in Serie A1; viene confermato l'allenatore Marco Gaspari, mentre la rosa è completamente cambiata rispetto all'annata precedente con le uniche conferme di Federica Valeriano, Indre Sorokaite e Virginia Poggi: tra gli acquisti quelli di Christina Bauer, Yvon Beliën, Giulia Leonardi, Francesca Marcon, Floortje Meijners, Laura Melandri e Maja Ognjenović, mentre tra le cessioni quelle di Paola Cardullo, Chiara Di Iulio, Manuela Leggeri, Frauke Dirickx, Lise Van Hecke, Margareta Kozuch e Annerys Vargas.

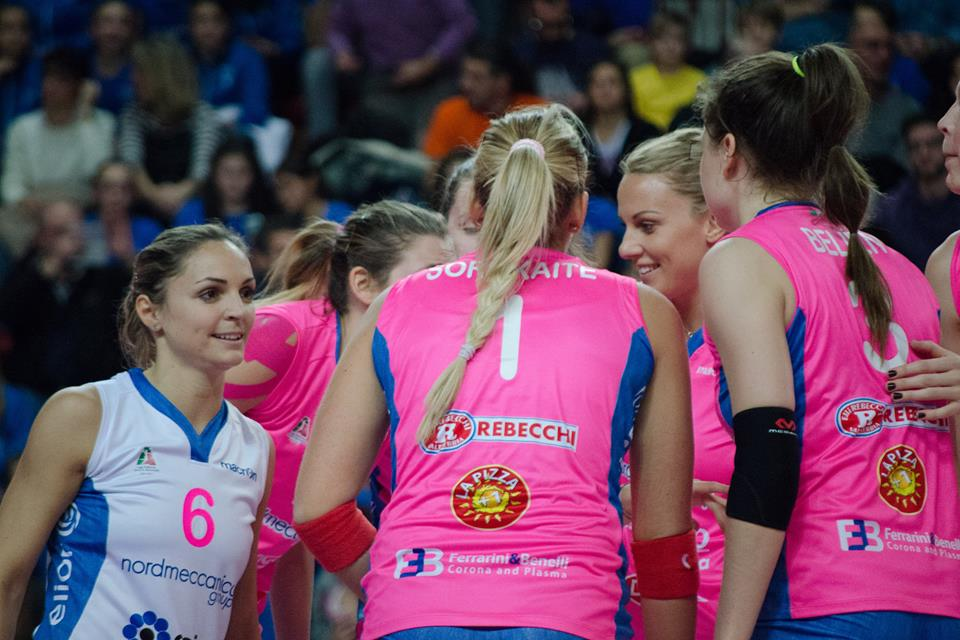
La squadra esulta dopo un punto

Il campionato inizia con il successo sul Promoball Volleyball Flero, ma già alla seconda giornata arriva la prima sconfitta, inflitta dall'Azzurra Volley San Casciano; seguono altri tre successi prima di due stop di fila contro la LJ Volley e l'Imoco Volley: nelle ultime cinque giornate del girone di andata la squadra piacentina ottiene quattro vittorie chiudendo al quarto posto in classifica, utile per accedere alla Coppa Italia. Il girone di ritorno è caratterizzato da una serie di cinque vittorie consecutive, a cui seguono due sconfitte e poi altri tre successi, prima di chiudere la regular season con un risultato negativo e uno positivo, classificandosi al terzo posto. Nei quarti di finale dei play-off scudetto la serie inizia per il River Volley con la sconfitta in gara 1 inflitta dalla Pallavolo Scandicci, poi le emiliane vincono le due successiva passando al turno successivo; in semifinali ottengono il passaggio del turno grazie al successo in due gare, nonostante la sconfitta casalinga in gara 2, contro il Volley Bergamo. Nell'ultimo atto di campionato la sfida è con l'Imoco Volley: la compagine veneta vince le prime due gare, quella di Piacenza gara 3, mentre gara quattro è nuovamente a favore del club di Conegliano che si aggiudica così il titolo.
Il quarto posto in classifica al termine del girone di andata della Serie A1 2015-16 permette al River Volley di partecipare alla Coppa Italia; la squadra ottiene l'accesso alla Final Four di Ravenna dopo aver battuto nei quarti di finale per 3-0 la LJ Volley: in semifinale supera per 3-1 il Promoball Volleyball Flero, per poi cedere in finale al Volley Bergamo per 3-0.
Il River Volley ottiene la qualificazione alla Champions League 2015-16 grazie alla wild card offerta dalla CEV: con cinque vittorie e una sola sconfitta le piacentine ottengono la qualificazione alla fase a eliminazione diretta dopo aver chiuso il proprio girone al secondo posto. Nella partita di andata dei play-off a 12 vengono sconfitte per 3-2 dall'Atom Trefl Sopot, mentre in quella di ritorno vincono per 3-1 ottenendo così il passaggio del turno; vengono eliminate però nei play-off a 6 a seguito del doppio 3-0 inflitto dalla Ženskij volejbol'nyj klub Dinamo-Kazan'.

## Organigramma societario
Area direttiva
- Presidente: Vincenzo Cerciello
- Presidente onorario: Antonio Cerciello
- Vicepresidente: Alfredo Cerciello
- Direttore generale: Giorgio Varacca
- Segreteria generale: Filippo Varacca

Area organizzativa
- Direttore sportivo: Michele Carra
- Segreteria amministrativa: Marco Zambelli

Area tecnica
- Allenatore: Marco Gaspari
- Allenatore in seconda: Stefano Saja
- Scout man: Simone Franceschi

Area comunicazione
- Ufficio stampa: Laura Rovellini
- Responsabile comunicazione: Alessandra Sperzagni

Area marketing
- Ufficio marketing: Carla Moggi

Area sanitaria
- Medico: Pietro Zacconi
- Preparatore atletico: Gianpaolo Chittolini
- Fisioterapista: Claudia Clerici

## Rosa
| N° | Nome                | Ruolo | Data di nascita   | Nazionalità sportiva |
| -- | ------------------- | ----- | ----------------- | -------------------- |
| 1  | Indre Sorokaite     | S/O   | 2 luglio 1988     | Italia               |
| 2  | Federica Valeriano  | S     | 15 ottobre 1985   | Italia               |
| 3  | Yvon Beliën         | C     | 28 dicembre 1993  | Paesi Bassi          |
| 4  | Christina Bauer     | C     | 1º gennaio 1988   | Francia              |
| 6  | Giulia Leonardi     | L     | 1º dicembre 1987  | Italia               |
| 7  | Francesca Marcon    | S     | 9 luglio 1983     | Italia               |
| 7  | Marika Bianchini    | S/O   | 23 aprile 1993    | Italia               |
| 9  | Laura Melandri      | C     | 31 gennaio 1995   | Italia               |
| 10 | Virginia Poggi      | L     | 29 marzo 1995     | Italia               |
| 11 | Alessandra Petrucci | P     | 11 febbraio 1983  | Italia               |
| 12 | Giulia Pascucci     | S/O   | 29 settembre 1993 | Italia               |
| 14 | Floortje Meijners   | S     | 16 gennaio 1987   | Paesi Bassi          |
| 16 | Veronica Taborelli  | S     | 22 marzo 1994     | Italia               |
| 18 | Maja Ognjenović     | P     | 6 agosto 1984     | Serbia               |

## Mercato
| Acquisti | Acquisti            | Acquisti        | Acquisti   |
| R.       | Nome                | da              | Modalità   |
| -------- | ------------------- | --------------- | ---------- |
| C        | Christina Bauer     | Fenerbahçe      | definitivo |
| C        | Yvon Beliën         | Schweriner      | definitivo |
| S/O      | Marika Bianchini    | RC Cannes       | definitivo |
| L        | Giulia Leonardi     | Busto Arsizio   | definitivo |
| S        | Francesca Marcon    | Busto Arsizio   | definitivo |
| S        | Floortje Meijners   | Galatasaray     | definitivo |
| C        | Laura Melandri      | Bergamo         | definitivo |
| P        | Maja Ognjenović     | Chemik Police   | definitivo |
| S/O      | Giulia Pascucci     | San Casciano    | definitivo |
| P        | Alessandra Petrucci | San Casciano    | definitivo |
| S        | Veronica Taborelli  | Savino Del Bene | definitivo |

| Cessioni | Cessioni          | Cessioni               | Cessioni   |
| R.       | Nome              | a                      | Modalità   |
| -------- | ----------------- | ---------------------- | ---------- |
| S        | Veronica Angeloni | Saint-Raphaël          | definitivo |
| C        | Chiara Borgogno   | Mondovì                | definitivo |
| P        | Valeria Caracuta  | Venelles               | definitivo |
| L        | Paola Cardullo    | Bergamo                | definitivo |
| S        | Chiara Di Iulio   | LJ                     | definitivo |
| P        | Frauke Dirickx    | Bursa BB               | definitivo |
| S/O      | Margareta Kozuch  | Casalmaggiore          | definitivo |
| C        | Manuela Leggeri   | Millenium Brescia      | definitivo |
| S/O      | Lise Van Hecke    | Osasco                 | definitivo |
| C        | Annerys Vargas    | ?                      | definitivo |
| C        | Arielle Wilson    | Obiettivo Risarcimento | definitivo |

## Risultati

### Serie A1

#### Girone di andata
| 1ª giornata - 18 ottobre 2015 PalaBanca, Piacenza                 | River                  | 3 - 1 | Flero           | 25-15, 28-26, 20-25, 25-20        |
| 2ª giornata - 25 ottobre 2015 Nelson Mandela Forum, Firenze       | San Casciano           | 3 - 2 | River           | 20-25, 25-23, 23-25, 29-27, 15-13 |
| 3ª giornata - 1º novembre 2015 PalaYamamay, Busto Arsizio         | Club Italia            | 1 - 3 | River           | 19-25, 31-29, 16-25, 15-25        |
| 4ª giornata - 5 novembre 2015 PalaBanca, Piacenza                 | River                  | 3 - 1 | Savino Del Bene | 25-22, 25-17, 18-25, 27-25        |
| 5ª giornata - 8 novembre 2015 Palasport Città di Vicenza, Vicenza | Obiettivo Risarcimento | 0 - 3 | River           | 19-25, 16-25, 22-25               |
| 6ª giornata - 15 novembre 2015 PalaBanca, Piacenza                | River                  | 2 - 3 | LJ              | 25-22, 24-26, 25-21, 24-26, 10-15 |
| 7ª giornata - 21 novembre 2015 PalaVerde, Conegliano              | Imoco                  | 3 - 0 | River           | 25-13, 25-23, 25-22               |
| 9ª giornata - 2 dicembre 2015 PalaNorda, Bergamo                  | Bergamo                | 1 - 3 | River           | 24-26, 25-15, 17-25, 20-25        |
| 10ª giornata - 6 dicembre 2015 PalaBanca, Piacenza                | River                  | 3 - 0 | Neruda          | 25-13, 25-22, 25-22               |
| 11ª giornata - 13 dicembre 2015 PalaRadi, Cremona                 | Casalmaggiore          | 3 - 1 | River           | 25-21, 19-25, 25-17, 25-16        |
| 12ª giornata - 19 dicembre 2015 PalaTerdoppio, Novara             | AGIL                   | 0 - 3 | River           | 18-25, 20-25, 22-25               |
| 13ª giornata - 22 dicembre 2015 PalaBanca, Piacenza               | River                  | 3 - 1 | Busto Arsizio   | 19-25, 25-21, 25-22, 25-19        |

#### Girone di ritorno
| 14ª giornata - 17 gennaio 2016 PalaGeorge, Montichiari           | Flero           | 0 - 3 | River                  | 19-25, 20-25, 20-25               |
| 15ª giornata - 24 gennaio 2016 PalaBanca, Piacenza               | River           | 3 - 1 | San Casciano           | 25-19, 27-25, 33-35, 25-19        |
| 16ª giornata - 30 gennaio 2016 PalaBanca, Piacenza               | River           | 3 - 1 | Club Italia            | 25-19, 21-25, 25-16, 25-23        |
| 17ª giornata - 3 febbraio 2016 Palazzetto dello Sport, Scandicci | Savino Del Bene | 1 - 3 | River                  | 25-23, 15-25, 15-25, 16-25        |
| 18ª giornata - 7 febbraio 2016 PalaBanca, Piacenza               | River           | 3 - 0 | Obiettivo Risarcimento | 25-21, 25-15, 25-17               |
| 19ª giornata - 14 febbraio 2016 PalaPanini, Modena               | LJ              | 3 - 2 | River                  | 25-22, 24-26, 25-15, 22-25, 16-14 |
| 20ª giornata - 21 febbraio 2016 PalaBanca, Piacenza              | River           | 1 - 3 | Imoco                  | 25-20, 16-25, 21-25, 24-26        |
| 22ª giornata - 3 marzo 2016 PalaBanca, Piacenza                  | River           | 3 - 0 | Bergamo                | 25-22, 25-15, 25-23               |
| 23ª giornata - 6 marzo 2016 PalaResia, Bolzano                   | Neruda          | 0 - 3 | River                  | 19-25, 13-25, 23-25               |
| 24ª giornata - 13 aprile 2016 PalaBanca, Piacenza                | River           | 3 - 1 | Casalmaggiore          | 25-22, 25-22, 20-25, 25-19        |
| 25ª giornata - 26 marzo 2016 PalaBanca, Piacenza                 | River           | 0 - 3 | AGIL                   | 23-25, 23-25, 20-25               |
| 26ª giornata - 2 aprile 2016 PalaYamamay, Busto Arsizio          | Busto Arsizio   | 0 - 3 | River                  | 19-25, 23-25, 18-25               |

#### Play-off scudetto
| Quarti di finale (gara 1) - 13 aprile 2016 Palazzetto dello Sport, Scandicci | Savino Del Bene | 3 - 1 | River           | 25-18, 25-22, 20-25, 25-14        |
| Quarti di finale (gara 2) - 15 aprile 2016 PalaNorda, Piacenza               | River           | 3 - 2 | Savino Del Bene | 25-27, 25-18, 27-25, 18-25, 15-12 |
| Quarti di finale (gara 3) - 17 aprile 2016 PalaNorda, Piacenza               | River           | 3 - 1 | Savino Del Bene | 22-25, 25-19, 25-19, 25-22        |
| Semifinali (gara 1) - 20 aprile 2016 PalaNorda, Bergamo                      | Bergamo         | 1 - 3 | River           | 21-25, 25-18, 19-25, 26-28        |
| Semifinali (gara 2) - 22 aprile 2016 PalaBanca, Piacenza                     | River           | 1 - 3 | Bergamo         | 25-21, 19-25, 19-25, 23-25        |
| Semifinali (gara 3) - 24 aprile 2016 PalaBanca, Piacenza                     | River           | 3 - 1 | Bergamo         | 28-26, 23-25, 25-16, 25-20        |
| Finale (gara 1) - 26 aprile 2016 PalaVerde, Villorba                         | Imoco           | 3 - 0 | River           | 25-17, 25-20, 25-23               |
| Finale (gara 2) - 28 aprile 2016 PalaBanca, Piacenza                         | River           | 0 - 3 | Imoco           | 27-29, 21-25, 23-25               |
| Finale (gara 3) - 30 aprile 2016 PalaBanca, Piacenza                         | River           | 3 - 1 | Imoco           | 23-25, 25-21, 25-22, 26-24        |
| Finale (gara 4) - 2 maggio 2016 PalaVerde, Villorba                          | Imoco           | 3 - 0 | River           | 25-21, 25-18, 25-20               |

### Coppa Italia

#### Fase a eliminazione diretta
| Quarti di finale - 17 febbraio 2016 PalaBanca, Piacenza | River | 3 - 0 | LJ      | 25-16, 25-16, 25-22        |
| Semifinali - 19 marzo 2016 PalaDeAndré, Ravenna         | Flero | 1 - 3 | River   | 27-29, 21-25, 25-23, 15-25 |
| Finale - 20 marzo 2016 PalaDeAndré, Ravenna             | River | 0 - 3 | Bergamo | 23-25, 25-27, 17-25        |

### Champions League

#### Fase a gironi
| 1ª giornata - 29 ottobre 2015 PalaBanca, Piacenza                | River        | 3 - 1 | Dinamo Mosca | 25-15, 21-25, 25-20, 25-20        |
| 2ª giornata - 11 novembre 2015 Transilvania Sport Centrum, Sibiu | Alba-Blaj    | 0 - 3 | River        | 24-26, 18-25, 23-25               |
| 3ª giornata - 26 novembre 2015 PalaBanca, Piacenza               | River        | 3 - 0 | Le Cannet    | 25-21, 25-15, 25-16               |
| 4ª giornata - 9 dicembre 2015 La Palestre, Le Cannet             | Le Cannet    | 0 - 3 | River        | 21-25, 19-25, 15-25               |
| 5ª giornata - 20 gennaio 2016 PalaBanca, Piacenza                | River        | 3 - 2 | Alba-Blaj    | 25-20, 16-25, 25-22, 24-26, 16-14 |
| 6ª giornata - 27 gennaio 2016 Druzhba Multipurpose Arena, Mosca  | Dinamo Mosca | 3 - 0 | River        | 25-18, 25-17, 25-22               |

#### Fase a eliminazione diretta
| Play-off a 12 (andata) - 10 febbraio 2016 Ergo Arena, Sopot                   | Atom Trefl Sopot | 3 - 2 | River            | 25-18, 20-25, 25-19, 24-26, 15-13 |
| Play-off a 12 (ritorno) - 24 febbraio 2016 PalaBanca, Piacenza                | River            | 3 - 1 | Atom Trefl Sopot | 25-23, 16-25, 25-21, 25-20        |
| Play-off a 6 (andata) - 10 marzo 2016 Centr volejbola Sankt-Peterburg, Kazan' | Dinamo-Kazan     | 3 - 0 | River            | 25-14, 25-23, 25-21               |
| Play-off a 6 (ritorno) - 23 marzo 2016 PalaBanca, Piacenza                    | River            | 0 - 3 | Dinamo-Kazan     | 21-25, 22-25, 21-25               |

## Statistiche

### Statistiche di squadra
| Competizione     | Punti | In casa | In casa | In casa | In trasferta | In trasferta | In trasferta | Totale | Totale | Totale |
| Competizione     | Punti | G       | V       | P       | G            | V            | P            | G      | V      | P      |
| ---------------- | ----- | ------- | ------- | ------- | ------------ | ------------ | ------------ | ------ | ------ | ------ |
| Serie A1         | 54    | 18      | 13      | 5       | 16           | 9            | 7            | 34     | 22     | 12     |
| Coppa Italia     | -     | 1       | 1       | 0       | -            | -            | -            | 3      | 2      | 1      |
| Champions League | 14    | 5       | 4       | 1       | 5            | 2            | 3            | 10     | 6      | 4      |
| Totale           | -     | 24      | 18      | 6       | 21           | 11           | 10           | 47     | 30     | 17     |

G = partite giocate; V = partite vinte; P = partite perse

### Statistiche dei giocatori
| Giocatore     | Serie A1 | Serie A1 | Serie A1 | Serie A1 | Serie A1 | Coppa Italia | Coppa Italia | Coppa Italia | Coppa Italia | Coppa Italia | Champions League | Champions League | Champions League | Champions League | Champions League | Totale | Totale | Totale | Totale | Totale |
| Giocatore     | P        | PT       | AV       | MV       | BV       | P            | PT           | AV           | MV           | BV           | P                | PT               | AV               | MV               | BV               | P      | PT     | AV     | MV     | BV     |
| ------------- | -------- | -------- | -------- | -------- | -------- | ------------ | ------------ | ------------ | ------------ | ------------ | ---------------- | ---------------- | ---------------- | ---------------- | ---------------- | ------ | ------ | ------ | ------ | ------ |
| C. Bauer      | 31       | 319      | 249      | 55       | 15       | 3            | 19           | 13           | 6            | 0            | 9                | 108              | 78               | 24               | 6                | 43     | 446    | 340    | 85     | 21     |
| Y. Beliën     | 33       | 356      | 271      | 69       | 16       | 3            | 31           | 25           | 5            | 1            | 10               | 100              | 73               | 16               | 11               | 46     | 487    | 369    | 90     | 28     |
| M. Bianchini  | 18       | 64       | 51       | 4        | 9        | 3            | 8            | 4            | 0            | 4            | -                | -                | -                | -                | -                | 21     | 72     | 55     | 4      | 13     |
| G. Leonardi   | 33       | -        | -        | -        | -        | 3            | -            | -            | -            | -            | 10               | -                | -                | -                | -                | 46     | -      | -      | -      | -      |
| F. Marcon     | 34       | 254      | 226      | 21       | 7        | 3            | 22           | 20           | 2            | 0            | 10               | 73               | 64               | 6                | 3                | 47     | 349    | 310    | 29     | 10     |
| F. Meijners   | 27       | 472      | 397      | 31       | 44       | 3            | 54           | 48           | 4            | 2            | 8                | 113              | 93               | 11               | 9                | 38     | 639    | 538    | 46     | 55     |
| L. Melandri   | 24       | 112      | 73       | 37       | 2        | 2            | 22           | 12           | 10           | 0            | 4                | 17               | 9                | 7                | 1                | 30     | 161    | 94     | 54     | 3      |
| M. Ognjenović | 29       | 114      | 66       | 35       | 13       | 3            | 10           | 9            | 1            | 0            | 10               | 27               | 13               | 6                | 8                | 42     | 151    | 88     | 42     | 21     |
| G. Pascucci   | 19       | 57       | 48       | 6        | 3        | 0            | 0            | 0            | 0            | 0            | 6                | 23               | 16               | 4                | 3                | 25     | 80     | 64     | 10     | 6      |
| A. Petrucci   | 11       | 22       | 16       | 1        | 5        | 2            | 0            | 0            | 0            | 0            | 4                | 6                | 3                | 0                | 3                | 17     | 28     | 19     | 1      | 8      |
| V. Poggi      | 3        | -        | -        | -        | -        | 0            | -            | -            | -            | -            | 0                | -                | -                | -                | -                | 3      | -      | -      | -      | -      |
| I. Sorokaite  | 34       | 470      | 411      | 22       | 37       | 3            | 26           | 24           | 2            | 0            | 10               | 125              | 115              | 7                | 3                | 47     | 621    | 550    | 31     | 40     |
| V. Taborelli  | 6        | 2        | 1        | 0        | 1        | 0            | 0            | 0            | 0            | 0            | 1                | 0                | 0                | 0                | 0                | 7      | 2      | 1      | 0      | 1      |
| F. Valeriano  | 19       | 2        | 2        | 0        | 0        | 0            | 0            | 0            | 0            | 0            | 10               | 1                | 1                | 0                | 0                | 29     | 3      | 3      | 0      | 0      |

P = presenze; PT = punti totali; AV = attacchi vincenti; MV = muri vincenti; BV = battute vincenti